# Eusebiu din Cezareea
Eusebiu din Cezareea(n. 265 d.Hr., Cezareea Maritima, Prefectura pretoriană a Orientului, Imperiul Roman – d. 340 d.Hr., Cezareea Maritima, Prefectura pretoriană a Orientului, Imperiul Roman) (în greaca veche Εὐσέϐιος, iar în latină numit adesea Eusebius Pamphili) a fost episcop de Cezareea în Palestina, teolog, apologet și istoric al Bisericii creștine.

## Viața
Data și locul nașterii lui Eusebiu nu sunt cunoscute. Despre tinerețea lui se știe că în jurul anului 300 se găsea în Palestina și că a devenit prieten și ucenic al lui Pamfil din Cezareea, preot din Cezareea Palestinei, cu care a studiat Biblia, folosindu-se de Origen.
Față de Pamfil, care l-a format, a nutrit toată viața o mare stimă: într-adevăr, a fost un timp când se semna cu "το̃υ Παμφύλου" ("al lui Pamfil", care trebuie înțeles patronim, nu posesiv). Cu el a colaborat la reorganizarea și la îmbogățirea bibliotecii fondate la Cezareea de Origen. Personal s-a dedicat în special culegerii de documente istorice (păgâne, iudaice și creștine), care îi puteau servi ca material pentru o proiectată apologie a creștinismului, pe care însă nu a mai apucat să o scrie.
Admirația comună (a lui Eusebiu și a maestrului său, Pamfil) pentru Origen a avut drept rezultat compunerea (în colaborare) a Apologiei lui Origene, în șase cărți (lat. liber), dintre care ultimele două au fost compuse numai de el ceva mai târziu.
În 307 Pamfil a fost arestat, iar în 309 a îndurat martiriul, pe timpul persecuției lui Dioclețian; iar ucenicul Eusebiu, "întemnițat și el" a fost eliberat. După eliberare i-a dedicat maestrului o afectuoasă biografie.
După aceste evenimente Eusebiu a părăsit Palestina călătorind la Tir, în Fenicia, și în Egipt, unde a fost și el mărturisitor în persecuția împotriva creștinilor. Se întoarce apoi în Palestina și devine preot. În 313, cu puțin după pacea Bisericii, a fost consacrat episcop al Cezareei și de atunci a jucat un rol de prim plan în istoria Bisericii, mai ales prin grațiile împăratului Constantin cel Mare. Acesta, după ce a unit toată puterea în mâna sa (324), l-a onorat pe Eusebiu cu încrederea și prietenia sa. Eusebiu a avut legături cu cele mai importante figuri ale arianismului epocii sale. La Primul sinod ecumenic de la Niceea, Eusebiu a avut un rol activ de mijlocitor între arieni și ortodocși.

## Opera
Poziția sa în timpul controversei ariane a fost oscilantă, iar aceasta a dat posibilitatea unor evaluări discordante în privința personalității și ortodoxiei sale.
La începutul controversei el a adoptat o poziție apologetică în favoarea lui Arie de Alexandria, împotriva lui Alexandru al Alexandriei și a lui Atanasie din Alexandria; la Conciliul din Niceea (325) s-a făcut purtătorul de cuvânt al unei tendințe de conciliere numai ca să corespundă dorinței împăratului.
Sigur este că el n-a tăinuit niciodată aversiunea personală față de όμοούσιος, care – după el – ducea la modalismul lui Sabeliu.
Într-o scrisoare enciclică adresată credincioșilor din dieceza sa (scrisă puțin timp după Conciliul din Niceea), ca să explice atitudinea sa, el s-a reîntors la pozițiile pe care le considera ca fiind ale lui Origen, dar care în realitate erau ariane, admițând inferioritatea Logos-ului față de Tatăl și recunoscându-i o divinitate – nu autentică – ci doar "asemeni aceleia a Tatălui".
De altfel, toată teologia lui trinitară este foarte confuză (ceea ce este, în același timp, un lucru de înțeles pentru acea perioadă): numai Tatăl este Dumnezeu; Fiul este prima creatură a Tatălui, iar Duhul Sfânt este o creatură numai a Fiului.
După Conciliul de la Niceea, Eusebiu a fost unul dintre aceia care și-a epuizat energiile creatoare ca să-i discrediteze și să-i combată pe apărătorii "consubstanțialității".
În 330 a participat la Conciliul de la Antiohia, care l-a depus pe Eustachie, episcop al acelui oraș; în 335 prezent la Conciliul din Tir, care s-a pronunțat împotriva lui Atanasie (și a lui Alexandru al Alexandriei); în 336 este întâlnit la Conciliul din Constantinopol, în care a fost condamnat Marcel din Ancira.
Opera literară îl prezintă ca pe un teolog mediocru, dar un erudit incomparabil.
Importanța scrierilor sale constă în faptul că păstrează texte (pasaje, extrase) și citate ale multor opere pierdute (cunoscute azi numai din scrierile sale).
Scrierile lui sunt împărțite în:
- Apologetice;
- Dogmatice;
- Exegetice;
- Biblice;
- Istorice.

Dintre toate acestea însă, cea care l-a consacrat este opera istorică. În ordine cronologică:
- Cronica,
- Istoria bisericească,
- Istoria,
- Actele Martirilor,
- Martirii palestinieni,
- Viața lui Pamfiliu,
- Viața fericitului împărat Constantin.

### Scrieri istorice
Printre scrierile sale istorice cele mai importante se numără:
- Istoria bisericească sau Istoria ecleziastică (greacă Θεοφάνεια / latină Historia Ecclesiastica). Eusebiu folosește o documentație bogată, în genul istoriografiei moderne, incluzând în această lucrare extrase din documente ale epocii, ca edicte împărătești sau scrisori ale împăratului Constantin.

- Cronica, care este o listă cronologică de evenimente datate de la Crearea lumii și până în anul 303.

- Viața lui Constantin - o lucrare panegirică (elogiu), dar care rămâne o sursă importantă pentru cunoașterea domniei împăratului Constantin.

### Scrieri apologetice
Cele mai importante lucrări propriu-zis apologetice scrise de Eusebiu sunt Pregătirea pentru Evanghelie (lat. Praeparatio evangelica; gr. Εὐαγγελικῆς Ἀποδείξεως Προπαρασκευή) și Dovezile Evangheliei (lat. Demonstratio evangelica).
Praeparatio evangelica este o introducere în creștinism scrisă pentru păgâni. Eusebiu se folosește de fragmente din istorici și filosofi pre-creștini pentru a arăta superioritatea creștinismului, dar și pentru a sugera că unele părți din scrierile lor ar fi intuiții a ceea ce urma să fie religia creștină. Această din urmă ideea s-a cristalizat cu timpul într-o teorie creștină numită ea însăși Praeparatio evangelica.
Demonstratio evangelica este strâns legată de Praeparatio evangelica; ca un fel de continuare a acesteia, Eusebiu încearcă să discernă în istoria și scrierile Vechiului Testament persoana lui Iisus Hristos.

## Poziția lui Eusebiu în tradiția Bisericii
Eusebiu nu este recunoscut de tradiția bisericească ca un Părinte al Bisericii din cauza apropierii sale de arianism. Dar scrierile sale istorice au o mare importanță pentru deslușirea istoriei primelor trei secole ale creștinismului, în general, și a istoriei nașterii imperiului creștin sub Constantin cel Mare, în particular.

## Mincinos propagandist
Eusebiu se mândrea cu faptul că el folosește minciuna față de cei care merită acest lucru.
Jacob Burckhardt (istoric cultural din secolul al XIX-lea ) considera că Eusebiu era „primul istoric antic care a fost profund mincinos”. De asemenea, reputația lui era de propagandist.
Istoricii moderni, începând cu Walter Bauer, neagă viziunea de istorie bisericească a lui Eusebiu și anume că de la început ar fi fost clar care e adevărul creștin și că ereticii ar fi fost inspirați de Diavol să-l combată: ideea unității teologice a Bisericii creștine este un mit răspândit propagandistic de slujbașii bisericii la mult timp după evenimente, o mistificare sfruntată a realității istorice.